# Hôpital Marmottan
L'hôpital Marmottan, également nommé centre médical Marmottan, fondé par Claude Olievenstein et dirigé de 2000 à 2014 par Marc Valleur, est un « centre de soins et d'accompagnement des pratiques addictives ».

## Localisation
L'établissement est situé 17-19, rue d’Armaillé dans le 17e arrondissement de Paris.
Il est accessible par la station de métro Charles de Gaulle Étoile (sortie no 5 : avenue Carnot).

## Histoire
L'hôpital dresse sa sévère façade de briques rouges au coin de la rue d'Armaillé et de la rue des Colonels-Renard. Il fut construit grâce aux dons généreux de Paul Marmottan, pour pallier le manque de lits occasionné par la démolition de l'ancien hôpital Beaujon. Édifié par l'architecte Louis Masson sur un espace réduit, il fut équipé des installations les plus modernes et ouvert en décembre 1936.
En 1943, le résistant Bernard Courtault y fut soigné. Lors des combats de la Libération de Paris, l'hôpital joua un grand rôle, soignant sans relâche les nombreux blessés.
Le 5 mars 1959, la musicienne Cécile Lauru y meurt, à la suite d'un accident de circulation sur l'avenue des Champs-Élysées.
Jusqu'en 1971, c'est un « centre de chirurgie traumatologique orienté plus spécialement pour les blessés de la voie publique », et le centre abrite déjà un centre d'accueil, d'orientation et de soins pour les toxicomanes.
En 1971, l'hôpital ne fait plus partie de l'Assistance publique - Hôpitaux de Paris : le nouvel établissement, fondé par Claude Olievenstein, abrite un service de lutte contre la toxicomanie et deux services d'hygiène mentale. L'établissement est un pôle du groupe public de santé de Perray-Vaucluse jusqu'en 2019,date à laquelle il est intégré au GHU Paris Psychiatrie & Neurosciences, regroupant les hôpitaux Sainte Anne, Maison Blanche et Perray-Vaucluse. En 2003, l'hôpital ouvre le premier centre de traitement des dépendances de l'« addictologie au virtuel ».

## Pour approfondir